# Marie Vachková

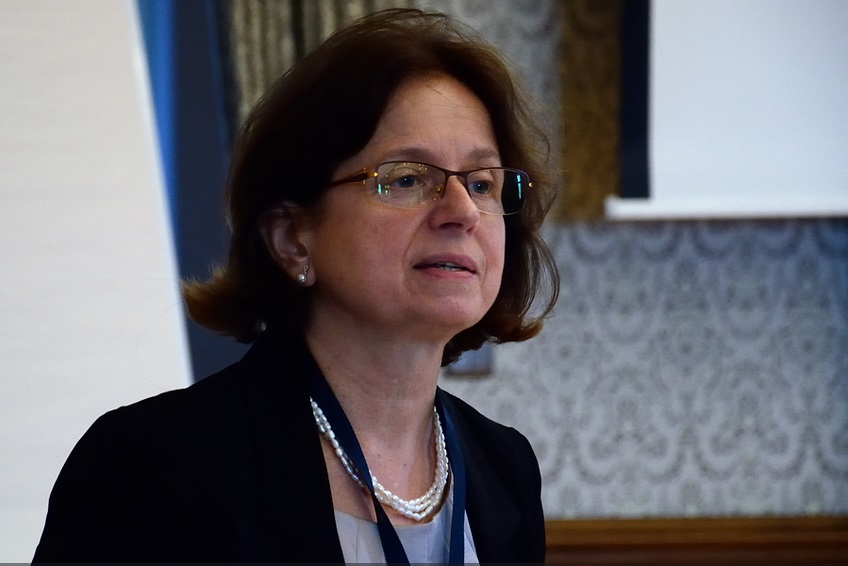
Marie Vachková

Marie Vachková (* 1954 in Kralovice, Tschechoslowakei) ist eine tschechische Germanistin und Dozentin für germanistische Linguistik an der Karls-Universität in Prag.

## Leben
Marie Vachková studierte Deutsch und Schwedisch an der Philosophischen Fakultät der Karls-Universität in Prag. 1979 hat sie das Studium mit der Arbeit Das Verhältnis von Individuum und Gesellschaft in den Romanen „Verdi“ und „Die vierzig Tage des Musa Dagh“ von Franz Werfel abgeschlossen. 1996 promovierte sie mit der Arbeit Deutsche adjektivische Privativa in konfrontativer Sicht (Am Beispiel der Reihenbildungen auf -arm, -frei, -leer, -los).

## Forschungsschwerpunkte
Marie Vachková befasst sich im Rahmen ihrer linguistischen Forschung insbesondere mit der Lexikologie, Wortbildung und Lexikographie des Deutschen sowie mit der Phraseologie, Korpuslinguistik und kontrastiven Stilistik. Sie interessiert sich jedoch auch für neue Trends im Bereich der kognitiven Linguistik und der Übersetzungswissenschaft.
Im Jahre 2000 hat sie das Projekt des Großen akademischen Wörterbuchs Deutsch-Tschechisch gegründet. Diese lexikalische Datenbank für das Sprachenpaar Deutsch und Tschechisch entsteht in der Lexikographischen Sektion am Institut für germanische Studien der Philosophischen Fakultät der Karls-Universität Prag. Die Redaktion setzt sich zum Ziel, die metalexikographische Forschung mit der praktischen lexikographischen Arbeit und mithilfe der modernen korpuslinguistischen Tools, die am Institut für deutsche Sprache in Mannheim entwickelt werden, zu verbinden.
Marie Vachková ist seit 1998 wissenschaftliche Redaktorin der Germanistica Pragensia (AUC Philologica). Außerdem ist sie seit 1997 Mitglied der European Association for Lexikography EURALEX, seit 1999 Mitglied des Germanistenverbands der Tschechischen Republik, seit 2004 Mitglied des internationalen wissenschaftlichen Rats beim Institut für deutsche Sprache, Mannheim und seit 2008 Mitglied des Herausgeberbeirats „Deutsche Sprache“ des Instituts für deutsche Sprache.

## Forschungsprojekte (Auswahl)
- Das Große Wörterbuch Deutsch-Tschechisch. Gründung der lexikographischen Arbeitsstätte (GAČR 405/00/0055: 2000, 2001, 2002)
- Das Große Akademische Wörterbuch Deutsch-Tschechisch. (GAČR 405/03/1452: 2003, 2004, 2005)
- Das Große Akademische Wörterbuch Deutsch-Tschechisch. (GAČR 405/06/0585)
- Das Große Akademische Wörterbuch Deutsch-Tschechisch – substantivische und adjektivische lexikalische Datenbank. (GAČR 405/09/1280: 2009–2011)

## Veröffentlichungen (Auswahl)

### Monografien
- Kapitoly k německo-české metalexikografii I. DeskTop FF UK, Praha 2007, ISBN 978-80-7308-199-7.
- Das große akademische Wörterbuch Deutsch-Tschechisch. Ein erster Werkstattbericht. Peter Lang, 2011, ISBN 978-3-631-60567-7.

### Studien
- Wortbildung und bilinguale Lexikographie. Das adjektivische Suffix -haft in kontrastiver Sicht. In: Germanistica Pragensia XIV. Gedenkschrift Eduard Goldstücker. AUC Philologica 2. Karolinum, Praha 1997, ISSN 0567-8269, S. 143–150.
- K předpokladům komunikace filosofického problému z hlediska lexikologie a slovotvorby. In: Filosofický časopis. 4/76 (1998), ISSN 0015-1831, S. 647–657.
- Wortbildung und zweisprachiges Wörterbuch. In: I. Barz, U. Fix, G. Lerchner: Das Wort im Text und im Wörterbuch. In: Abhandlungen der Sächsischen Akademie der Wissenschaften zu Leipzig. philologisch-historische Klasse. Band 76. Heft 4. Verlag der Sächsischen Akademie der Wissenschaften zu Leipzig. S. Hirzel, Stuttgart/Leipzig 2002, ISBN 3-7776-1154-9, S. 119–126.
- mit M. Schmidt und C. Belica: Prager Wanderungen durch die Mannheimer Quadrate. In: Sprachreport. Jg. 23, Sonderheft März 2007. IDS Mannheim. ISSN 0178-644X, S. 16–21.
- Adjektive auf -bar in kontrastiver und korpuslinguistischer Sicht. Eine metalexikographische Betrachtung. In: Linguistica Pragensia. 2/2007, ISSN 0862-8432, S. 57–74.
- mit J. Kommová: Fachwortschätze im allgemeinen Deutsch-Tschechischen Wörterbuch. In: M. Vachková (Hrsg.): Beiträge zur bilingualen Lexikographie. 2008, ISBN 978-80-7308-217-8, S. 205–220.
- mit Věra Marková und Cyril Belica: Korpusbasierte Wortschatzarbeit im Rahmen des fortgeschrittenen Germanistikunterrichts. Zielsprache Deutsch. In: Zeitschrift für Unterrichtsmethodik und Angewandte Sprachwissenschaft. 3/2008, ISSN 0341-5864, S. 20–35.
- mit C. Belica: Self-Organizing Lexical Feature Maps. Semiotic Interpretation and Possible Application in Lexicography. In: IJGLSA. 13 (2009), 2, University of California Press, Berkeley, ISSN 1087-5557, S. 223–260.
- Korpusbasierte Betrachtungen im lexikalisch-syntaktischen Bereich. In: Hana Peloušková, Tomáš Káňa (Hrsg.): Deutsch und Tschechisch im Vergleich. 2009, ISBN 978-80-210-5068-6, S. 7–27.
- Lexikografická synonyma, kookurenční profily a ekvivalentace německých abstrakt. In: Časopis pro moderní filologii. 2/2009, ISSN 0862-8459, S. 78–89.
- mit C. Belica, H. Keibel, M. Kupietz und R. Perkuhn: Putting corpora into perspective: Rethinking synchronicity in corpus linguistics. In: Michaela Mahlberg, Victorina González-Díaz, Catherine Smith (Hrsg.): Proceedings of the 5th Corpus Linguistics Conference (CL 2009) University of Liverpool, July 2009. S. 20–23–Viz též
- Zur Erforschung und Erfassung der diskursgebundenen semantischen Kontraste auf der Grundlage des SOM–Modells. In: Tématické číslo Germanistica Pragensia XX. AUC Philologica 2. Karolinum, Praha 2010, ISBN 978-80-246-1799-2, S. 193–208.
- Parallel Corpora and Compilation of a Bilingual Dictionary. In: František Čermák, Aleš Klégr, Patrick Corness (Hrsg.): InterCorp: Exploring a Multilingual Corpus. NLN, Praha 2010, ISBN 978-80-7422-042-5, S. 235–252.

### Editionstätigkeit
- mit A. Šimečková: Wortbildung, Theorie und Anwendung. Karolinum, Praha 1996, ISBN 80-7184-230-3.
- Germanistica Pragensia XVIII, Festschrift Alena Šimečková. AUC Philologica 2. Karolinum, Praha 2005, ISBN 80-246-0860-X.
- Beiträge zur bilingualen Lexikographie. DeskTop FF UK, Praha 2008, ISBN 978-80-7308-217-8.

### Lehrwerke
- Übungen in deutscher Wortbildung für Germanisten. Teil I, Karolinum, Praha 2000, ISBN 80-246-0033-1.
- mit J. Maroszová: Grundlagen der Syntax. Karolinum, Praha 2009, ISBN 978-80-246-1659-9.